# Eteketoni
Eteketoni — вимерлий рід трубкозубових, що мешкав в Уганді на початку міоцену. Описаний Мартіном Пікфордом, це монотипний рід, що містить вид Eteketoni platycephalus.
Ці тварини мали багато спільних характеристик із сучасними трубкозубами, включаючи типову трубчасту структуру корінних зубів, але були значно меншими. Крім того, їхні черепи були помітно плоскішими, і можна побачити деякі відмінності в деталях. Як і їхні недавні родичі, вони, ймовірно, жили, риючи нори, та харчувалися мурахами та термітами.